# نيا ماديتوس
ني ماديتوس (Νέα Μάδυτος) هي مدينة في ثيسالونيكي في مقاطعة فوريا إلادا في اليونان.